# مجلس وزراء دولة الإمارات
مجلس الوزراء في دولة الإمارات العربية المتحدة، هو الهيئة التنفيذية الرئيسية للحكومة الاتحادية في دولة الإمارات العربية المتحدة. يتألف مجلس الوزراء من وزراء الحكومة الاتحادية، ويرأسه رئيس وزراء دولة الإمارات العربية المتحدة. يتبع مجلس الوزراء رئيس دولة الإمارات العربية المتحدة والمجلس الأعلى للاتحاد، وهو السلطة الثالثة في هيكلية السلطات الاتحادية الخمس.
يتولى المجلس تصريف جميع الشؤون الداخلية والخارجية للاتحاد. يُعين رئيس الدولة كل من رئيس مجلس الوزراء، ونائب رئيس مجلس الوزراء، والوزراء في المجلس. من أهم أدواره اقتراح القوانين الاتحادية، ورسم الميزانية العامة للدولة. وتكون مداولاته سرية وتصدر قراراته بأغلبية أعضائه وعند تساوي الأصوات يرجح الجانب الذي فيه الرئيس.
يتكون مجلس الوزراء الحالي من 37 وزيراً، من بينهم 9 نساء يشغلن حقائب وزارية مختلفة.

## تاريخ
تشكل أول مجلس وزراء عقب اتحاد دولة الإمارات العربية المتحدة في 9 ديسمبر 1971 وكان أول رئيس للمجلس هو الشيخ مكتوم بن راشد آل مكتوم. تشكلت الحكومة الثانية عام 1973، والحكومة الثالثة عام 1977 واستمر الشيخ مكتوم بن راشد آل مكتوم رئيساً للوزراء حتى عام 1979.
في 30 أبريل 1979، شكل الشيخ راشد بن سعيد آل مكتوم مجلس الوزراء الجديد والذي يعد الرابع منذ نشأة الاتحاد. واستمر الشيخ راشد في منصب رئاسة مجلس الوزراء حتى تشكيل مجلس الوزراء الخامس في 1990.

## صلاحيات المجلس
وفقاً للمادة 60 من دستور الدولة، تكون سلطات وصلاحيات مجلس الوزراء كالآتي:
1. متابعة تنفيذ السياسة العامة لحكومة الاتحاد في الداخل والخارج .
2. اقتراح مشروعات القوانين الاتحادية وإحالتها إلى المجلس الوطني الاتحادي قبل رفعها إلى رئيس الاتحاد لعرضها على المجلس الأعلى للتصديق عليها .
3. إعداد مشروع الميزانية السنوية العامة للاتحاد ، والحساب الختامي .
4. إعداد مشروعات المراسيم والقرارات المختلفة .
5. وضع اللوائح اللازمة لتنفيذ القوانين الاتحادية بما ليس فيه تعديل أو تعطيل لها أو إعفاء مـن تنفيذها، وكذلك لوائح الضبط، واللوائح الخاصة بترتيب الإدارات والمصالح العامة، في حدود أحكام هذا الدستور والقوانين الاتحادية . ويجوز بنص خاص في القانون، أو لمجلس الوزراء ، تكليف الوزير الاتحادي المختص أو أية جهة إدارية أخرى، في إصدار بعض هذه اللوائح .
6. الإشراف على تنفيذ القوانين والمراسيم واللوائح والقرارات الاتحادية بواسطة كافة الجهات المعنية في الاتحاد أو الإمارات .
7. الإشراف على تنفيذ أحكام المحاكم الاتحادية ، والمعاهدات والاتفاقيات الدولية التي يبرمها الاتحاد .
8. تعيين وعزل الموظفين الاتحاديين، وفقاً لأحكام القانون، ممن لا يتطلب تعيينهم أو عزلهم إصدار مراسيم بذلك .
9. مراقبة سير الإدارات والمصالح العامة الاتحادية، ومسلك وانضباط موظفي الاتحاد عموماً .
10. أيـة اختصاصات أخرى يخوله إياها القانون أو المجلس الأعلى في حدود هذا الدستور .

## المجلس الحالي
يضم التشكيل الوزاري الحالي لحكومة دولة الإمارات كل من:
|    | المنصب                                                                                      | شاغل المنصب                    | الموقع الإلكتروني                                              |
| -- | ------------------------------------------------------------------------------------------- | ------------------------------ | -------------------------------------------------------------- |
| 1  | نائب رئيس الدولة، رئيس مجلس الوزراء حاكم دبي                                                | محمد بن راشد آل مكتوم          | pm.gov.ae mod.gov.ae                                           |
| 2  | نائب رئيس الدولة نائب رئيس مجلس الوزراء رئيس ديوان الرئاسة                                  | منصور بن زايد آل نهيان         | diwan.gov.ae/                                                  |
| 3  | نائب رئيس مجلس الوزراء للشؤون المالية والاقتصادية                                           | مكتوم بن محمد بن راشد آل مكتوم | mof.gov.ae/                                                    |
| 4  | نائب رئيس مجلس الوزراء ووزير الداخلية                                                       | سيف بن زايد آل نهيان           | moi.gov.ae/                                                    |
| 5  | نائب رئيس مجلس الوزراء وزير الخارجية                                                        | عبد الله بن زايد آل نهيان      | mofa.gov.ae/                                                   |
| 6  | ولي عهد دبي نائب رئيس مجلس الوزراء وزير الدفاع                                              | حمدان بن محمد بن راشد آل مكتوم | mod.gov.ae/                                                    |
| 7  | عضو مجلس الوزراء وزير التسامح والتعايش                                                      | نهيان بن مبارك آل نهيان        | tolerance.gov.ae/                                              |
| 8  | عضو مجلس الوزراء وزير شؤون مجلس الوزراء                                                     | محمد عبد الله القرقاوي         | uaecabinet.ae/                                                 |
| 9  | عضو مجلس الوزراء وزير الصحة ووقاية المجتمع ووزير دولة لشؤون المجلس الوطني الاتحادي          | عبد الرحمن العويس              | moh.gov.ae/ mfnca.gov.ae/                                      |
| 10 | عضو مجلس الوزراء وزير دولة للشؤون المالية                                                   | محمد بن هادي الحسيني           | mof.gov.ae/                                                    |
| 11 | عضو مجلس الوزراء وزيرة دولة لشؤون التعاون الدولي                                            | ريم إبراهيم الهاشمي            | mofa.gov.ae/                                                   |
| 12 | عضو مجلس الوزراء وزير الطاقة والبنية التحتية                                                | سهيل بن محمد المزروعي          | moei.gov.ae/                                                   |
| 13 | عضو مجلس الوزراء وزير الصناعة والتكنولوجيا المتقدمة                                         | سلطان أحمد الجابر              | moiat.gov.ae/                                                  |
| 14 | عضو مجلس الوزراء وزير دولة لشؤون الدفاع                                                     | محمد بن مبارك فاضل المزروعي    | mod.gov.ae                                                     |
| 15 | عضو مجلس الوزراء وزير الرياضة                                                               | أحمد بالهول الفلاسي            | moe.gov.ae/                                                    |
| 16 | عضو مجلس الوزراء وزير الاقتصاد                                                              | عبد الله بن طوق المري          | moec.gov.ae/                                                   |
| 17 | عضو مجلس الوزراء وزيرة تنمية المجتمع                                                        | شما سهيل المزروعي              | mocd.gov.ae/ نسخة محفوظة 26 مارس 2024 على موقع واي باك مشين.   |
| 18 | عضو مجلس الوزراء وزيرة التغير المناخي والبيئة                                               | آمنة الضحاك الشامسي            | moccae.gov.ae/                                                 |
| 19 | عضو مجلس الوزراء، وزير الموارد البشرية والتوطين ووزير التعليم العالي والبحث العلمي بالإنابة | عبدالرحمن بن عبد المنان العور  | mohre.gov.ae/ نسخة محفوظة 4 ديسمبر 2022 على موقع واي باك مشين. |
| 20 | عضو مجلس الوزراء وزير العدل                                                                 | عبد الله سلطان بن عواد النعيمي | moj.gov.ae/                                                    |
| 21 | عضو مجلس الوزراء وزير الثقافة                                                               | سالم بن خالد القاسمي           | mcy.gov.ae                                                     |
| 22 | وزير دولة للشباب                                                                            | سلطان بن سيف النيادي           |                                                                |
| 23 | عضو مجلس الوزراء وزير الاستثمار                                                             | محمد بن حسن السويدي            |                                                                |
| 24 | عضو مجلس الوزراء وزيرة التربية والتعليم                                                     | سارة بنت يوسف الأميري          | moiat.gov.ae/ moe.gov.ae/                                      |
| 25 | وزير شؤون المجلس الأعلى للاتحاد                                                             | عبدالله بن مهير الكتبي         | uaecabinet.ae/                                                 |
| 26 | وزير دولة                                                                                   | شخبوط بن نهيان آل نهيان        |                                                                |
| 27 | وزيرة دولة                                                                                  | ميثاء سالم الشامسي             |                                                                |
| 28 | وزير دولة للتجارة الخارجية                                                                  | ثاني بن أحمد الزيودي           | moec.gov.ae/                                                   |
| 29 | وزيرة دولة للتطوير الحكومي والمستقبل                                                        | عهود الرومي                    | moca.gov.ae/                                                   |
| 30 | وزيرة دولة                                                                                  | نورة الكعبي                    |                                                                |
| 31 | وزير دولة للذكاء الاصطناعي والاقتصاد الرقمي وتطبيقات العمل عن بعد                           | عمر بن سلطان العلماء           | ai.gov.ae/                                                     |
| 32 | وزير دولة                                                                                   | أحمد بن علي الصايغ             |                                                                |
| 33 | وزير دولة                                                                                   | خليفة بن شاهين خليفة المرر     |                                                                |
| 34 | وزير دولة                                                                                   | حمد بن مبارك الشامسي           |                                                                |
| 36 | وزيرة دولة                                                                                  | مريم أحمد الحمادي              |                                                                |
| 36 | وزير دولة                                                                                   | جبر محمد غانم السويدي          |                                                                |
| 37 | وزيرة دولة لريادة الأعمال                                                                   | علياء بنت عبدالله المزروعي     |                                                                |

## المجلس الوزراي للتنمية
المجلس الوزاري للتنمية هو هيئة حكومية داعمة لمجلس الوزراء في دولة الإمارات العربية المتحدة، يهدف إلى تحقيق قفزات تنموية في القطاعات الحيوية بالدولة وتعزيز مكانتها محليًا ودوليًا. يتولى المجلس متابعة أداء الأجهزة الحكومية، ودراسة تقارير سير العمل، ومتابعة تنفيذ الخطط الحكومية، وإصدار التعليمات الملزمة لضمان التزامها بالسياسة العامة للحكومة، كما يشرف على تنفيذ القوانين والتشاور مع السلطات المختصة في الإمارات. يرأس المجلس سمو الشيخ منصور بن زايد آل نهيان، نائب رئيس الدولة، نائب رئيس مجلس الوزراء ورئيس ديوان الرئاسة.